# География на Стара планина
Поради характерните особености и определени специфични черти в състава и структурата Стара планина се подразделя на три дяла – Западна Стара планина, Средна Стара планина и Източна Стара планина.

### Западна Стара планина
Западната част се простира от Белоградчишкия до Златишкия проход. Тя представлява отворена дъга на север-североизток с добре очертано било. Състои се от няколко по-големи планини: Светиниколска планина, Чипровска планина , Берковска планина (с известния връх Ком  2016 м), Козница, Понор, Врачанска планина, Ржана, Голема планина, Мургаш, Етрополска планина. Южно от централното било са разположени по-ниските планини Чепън, Мала и Софийска планина. В тази част са се оформили и редица котловини: Берковска, Ботевградска, Правешка, Етрополска.
С особено значение за стопанските връзки между Южна и Северна България са проходите Петрохан и Витиня, както и Искърският пролом. Сред най-красивите природни забележителности в тази част са пещерите Леденика във Врачанската планина, Темната дупка край гара Лакатник, скалните образувания Ритлите при с. Лютиброд, Лакатнишките скали, Кътинските пирамиди и др. От Нови Искър до с. Лютиброд в снагата на Стара планина р. Искър е образувала величествения пролом, носещ нейното име. Всечен е на дълбочина от 200 до 500 м, а дължината му надхвърля 65 км. При всичането си реката е образувала 67 тераси, най-високата от които е на 120 м. На север от гара Бов проломът придобива каньоновиден характер с поредица от живописни скални образувания край Лакатник, Черепиш и Лютиброд. Склоновете са почти обезлесени и тук често се проявяват свлачища и срутища.

### Средна Стара планина
Средната част на изток достига прохода Вратник. Тя е най-тясната и най-високо издигната част. Простира се в западно-източна посока и е съставена от няколко планини, отделени една от друга чрез седловини. Тук са разположени Златишко-Тетевенската, Троянско-Калоферската (с най-високия връх за областта  Ботев – 2376 м), Шипченска, Тревненската и Елено-Твърдишката планина. В тази част е разположена Еленската котловина. Счита се, че в района на връх Ботев има навлечени стари гранитни структури от Средногорието. Склоновете са стръмни и на север, и на юг, а реките образуват много водопади. Най-високият от тях не само в Стара планина, но и в страната, е Райското пръскало  (125 м). С важно транспортно и стопанско значение са Шипченският проход, Проходът на Републиката, Твърдишкият проход.

### Източна Стара планина
Източната част започва от прохода Вратник и достига до нос Емине, с дължина от 155 км. Тази част е най-ниска и сравнително широка. Тя е раздвоена от долината на р. Луда Камчия и Хаджийска. Северно се разполага доминиращото орографски главно бѝло на Матор планина, съставена от Котленско-Върбишката и Камчийската планина, а на изток и Еминската планина. Южното било се нарича „Удвой планина“ и включва Сливенската планина (с най-високият връх за тази част  Българка - 1181 м), Гребенец, Стидовската, Карнобатската и Айтоската планина. Тук се разполага и малката Котленска котловина. Разпространени са карстови форми. Шосета са прокарани през проходите Вратник, Котленски, Върбишки, Ришки, Дюлински. (Поради липса на адекватно поддържане Върбишкият проход е затворен за движение на автомобили от 2012 год.). Сред природните забележителности най-известни са Сините камъни (Карандила) край Сливен и Чудните скали в пролома на р. Луда Камчия.

## Карта
| Карта на Западна Стара планина | Карта на Средна Стара планина | Карта на Източна Стара планина |
| Западна Стара планина          | Средна Стара планина          | Източна Стара планина          |